# Yoshiwara
Pour le film homonyme, voir Yoshiwara (film).

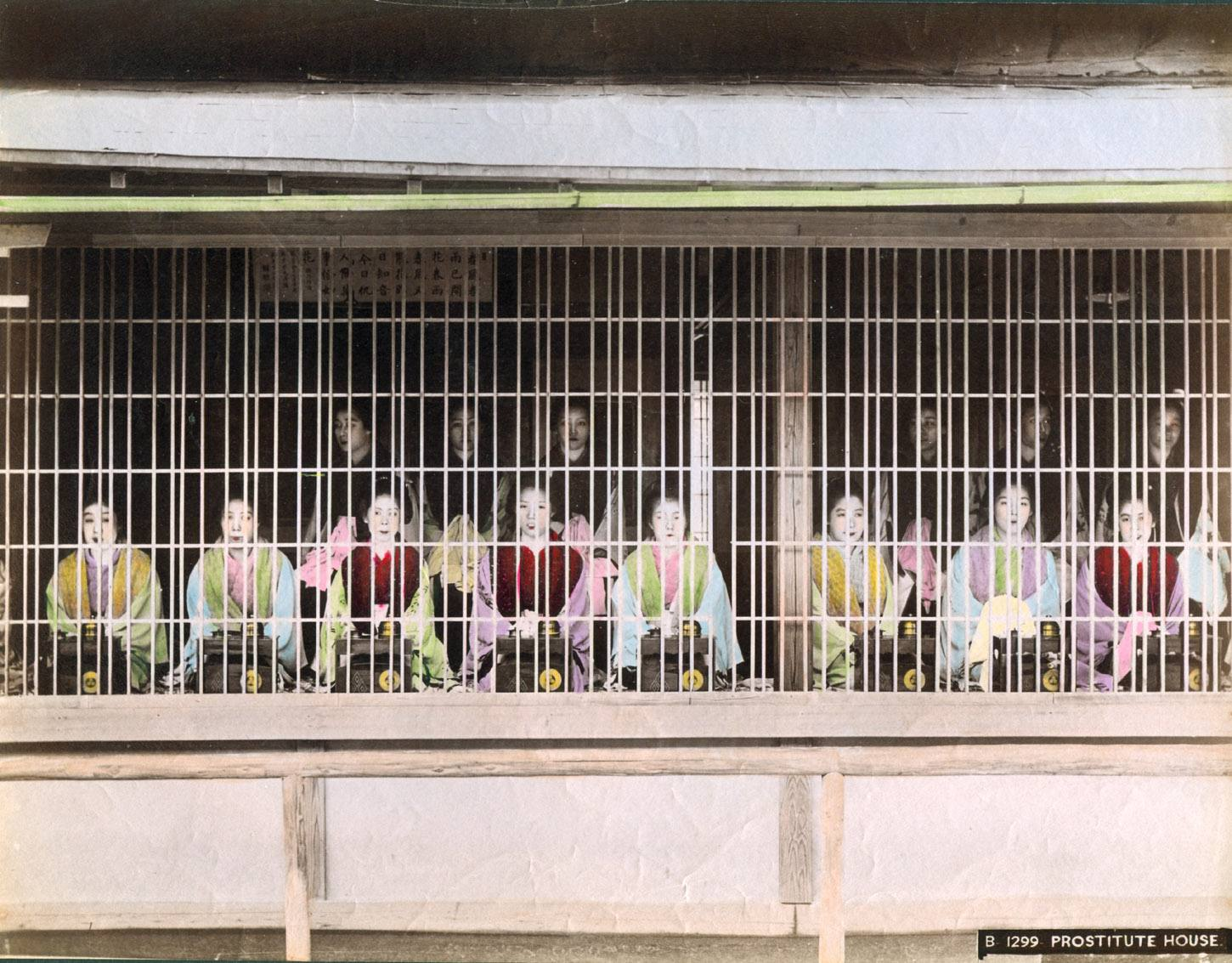
Photo de Kusakabe Kimbei : prostituées en vitrine à Yoshiwara.

Le Yoshiwara (吉原) était un quartier célèbre d'Edo (aujourd'hui Tokyo), au Japon. 
Il était connu pour être le quartier des plaisirs, célèbre pour ses artistes, ses courtisanes et ses prostituées.

## Historique du quartier

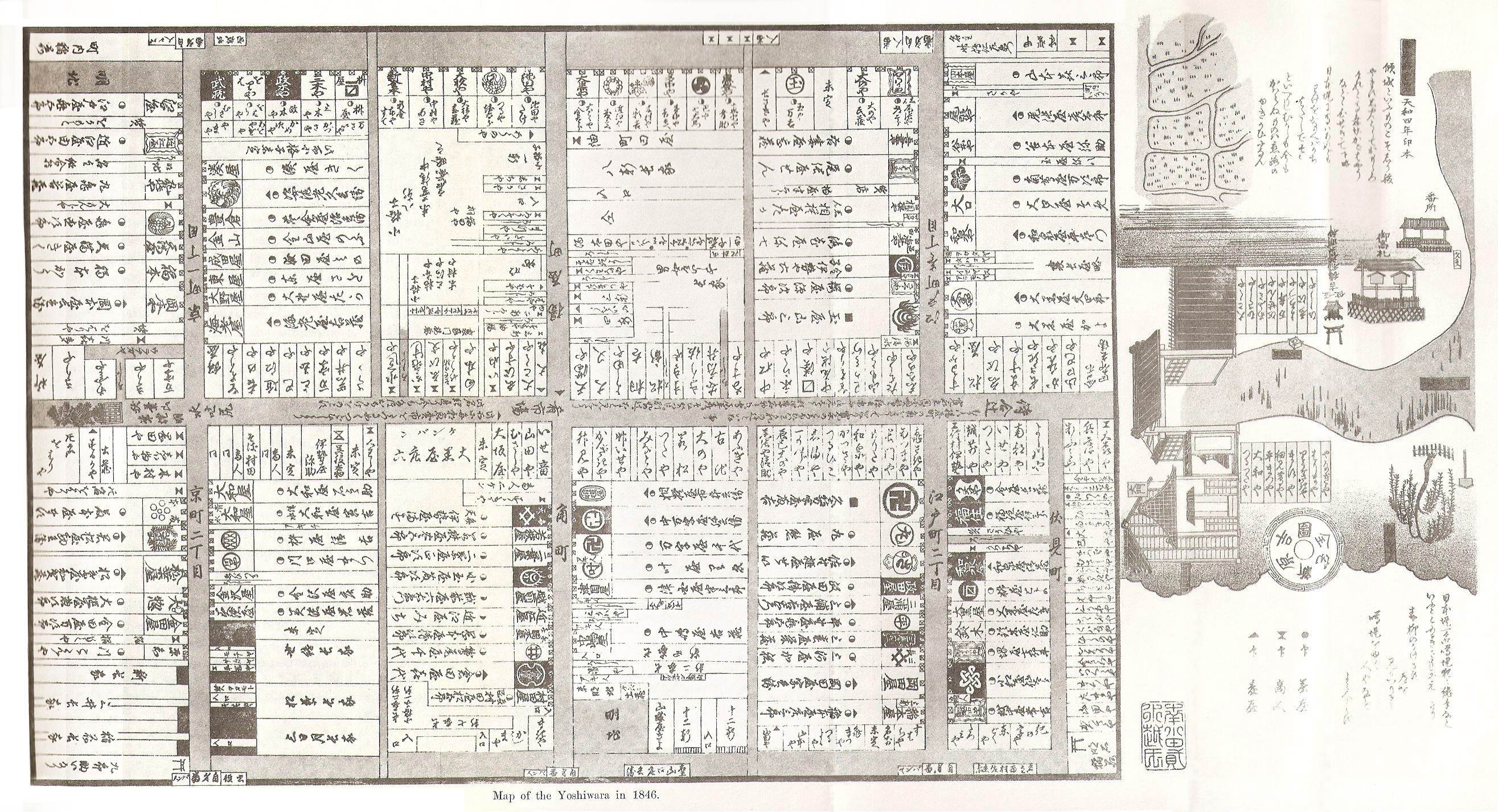
Carte du quartier en 1846

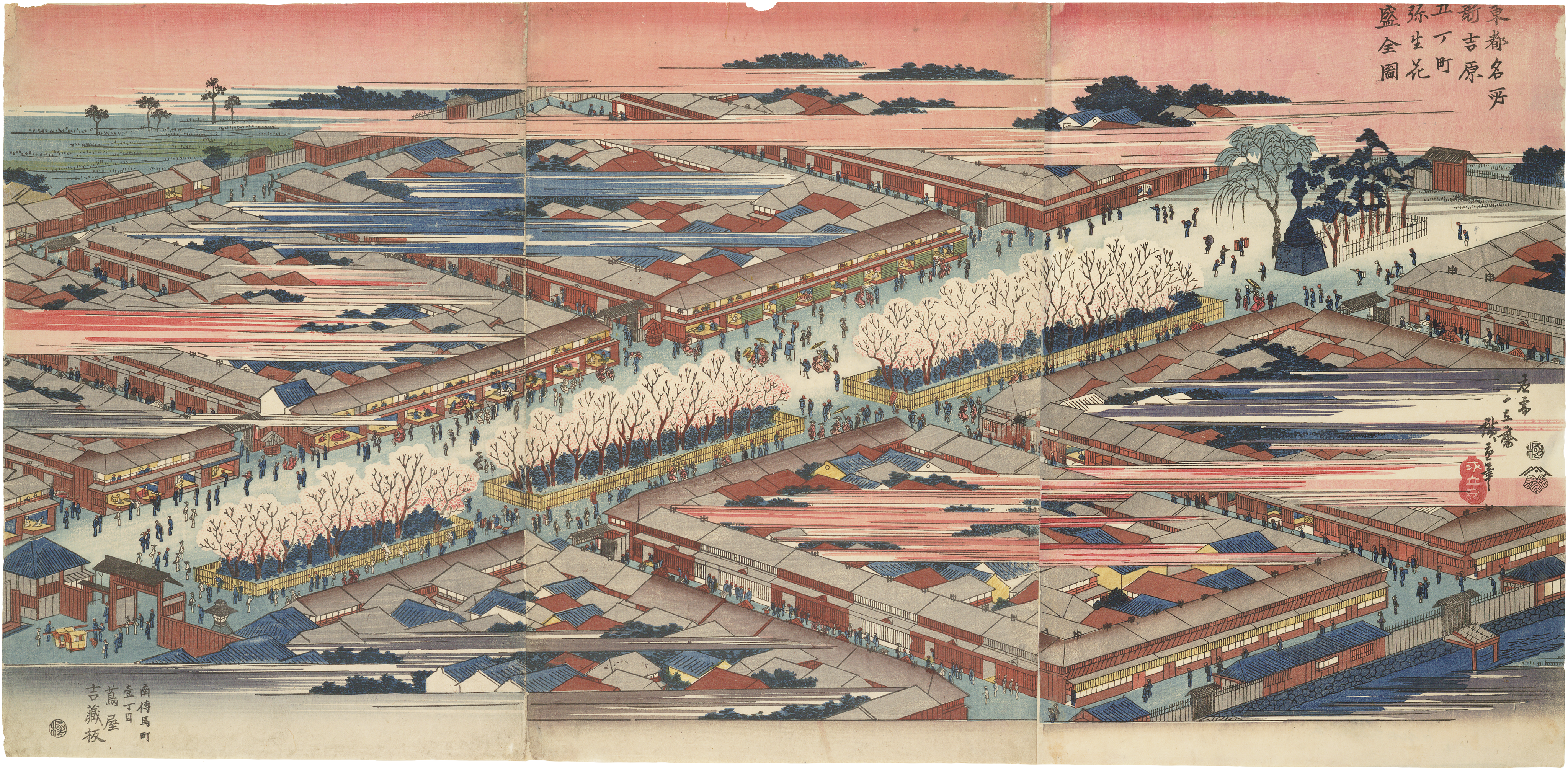
Cerisiers le long de Gokacho à nouvelle Yoshiwara, 1835

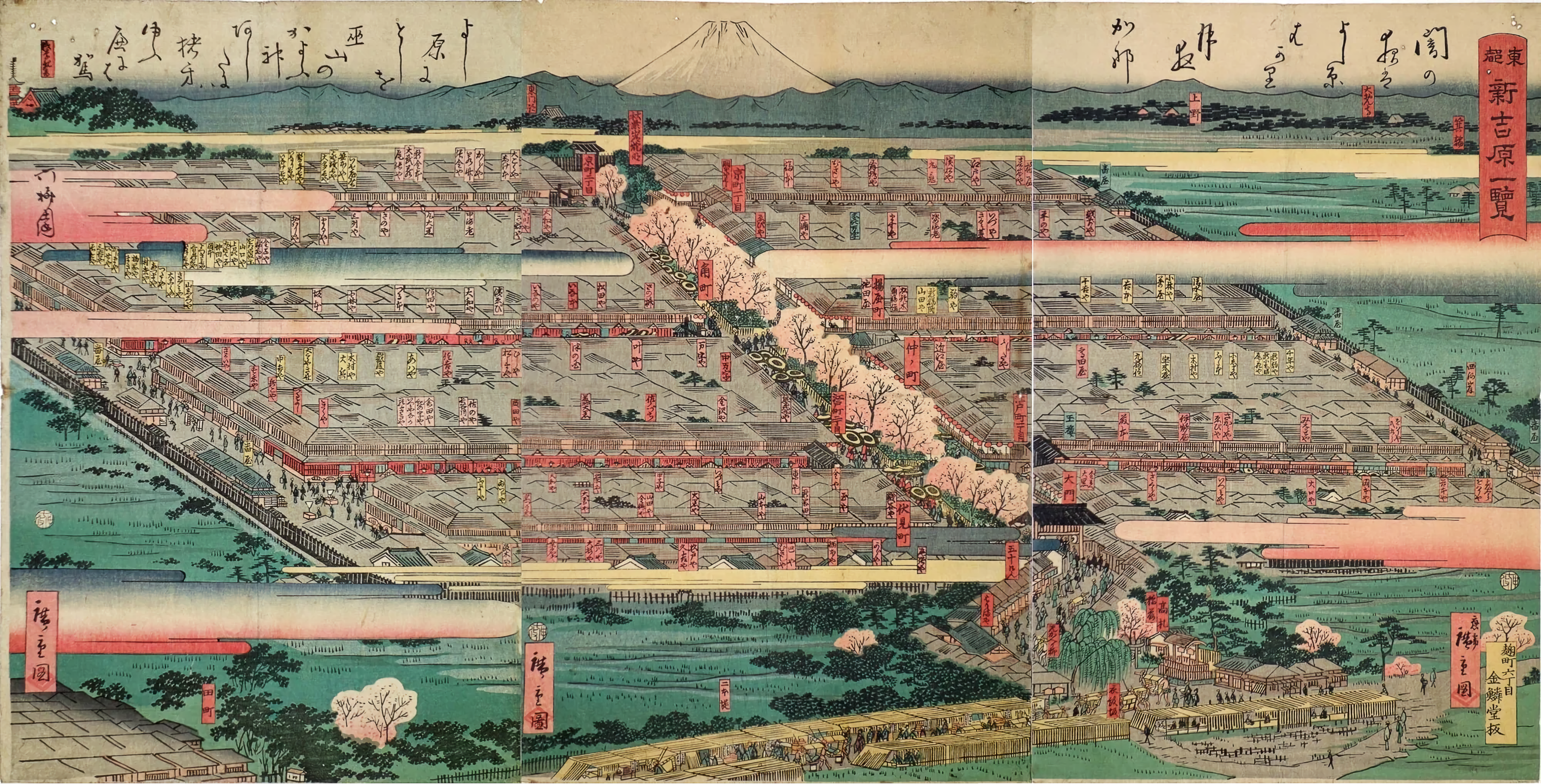
Yoshiwara carte par Hiroshige II, juillet 1860

### L'Époque d'Edo
Au tout début du XVIIe siècle, le chef de guerre (Shogun) Tokugawa Ieyasu (1543-1616) crée une nouvelle capitale administrative à Edo, rebaptisée Tokyo en 1868, siège du shogunat. Ce n'était qu'un village de pêcheurs, mais en 1635 pour pouvoir maintenir les daimyos sous son autorité, le shogun Tokugawa Iemitsu (1604-1651) leur impose un système de résidences alternées, le sankin-kōtai, dans lequel ils doivent résider à Edo une année sur deux, tandis que leurs familles doivent y résider en permanence en guise d'otages. Marchands et artisans, les (chônins) attirés par les gains que peuvent leur procurer cette population assignée à résidence s'installent. En un siècle Edo devient une des agglomérations les plus peuplées du monde : elle compte près d'un million d'habitants au début du XVIIIe siècle. 
La société japonaise à l'époque d'Edo (1603-1868) est très codifiée et les idées confucéennes servent de fondement à un système de strictes prescriptions sociales. Un ordre social appelé les « quatre divisions de la société » (shinōkōshō) est destiné à stabiliser le pays. La société est ainsi composée de samouraïs (士, shi) au sommet, de paysans (農, nō), d'artisans (工, kō) et de marchands (商, shō). Le mariage durant cette période n'est pas fondé sur l'attraction romantique, il a lieu le plus souvent entre deux familles d'un statut égal. Après le mariage, les femmes ne sont pas autorisées à prendre d'autres partenaires sexuels, mais les hommes des classes supérieures peuvent prendre des concubines et entretenir des relations avec les femmes célibataires.

### Les quartiers de prostitution
À l'époque d'Edo, les quartiers de prostitution se développent dans les trois plus grandes villes de l'archipel, Edo, Kyoto et Osaka. Au centre d'Edo, le premier quartier, Yoshiwara (la plaine des roseaux), apparaît dès 1618. À Osaka, c'est Shinmachi (la nouvelle ville) créé au début de l'année 1632, et à Kyoto le Shimabara (l'îlot aux roses) créé dès 1589. Ces kuruwa (quartiers réservés), sont reconnus par des licences gouvernementales. 
La principale motivation pour définir ces quartiers était la volonté du shogunat Tokugawa d'empêcher les nouveaux riches de se livrer à des intrigues politiques[réf. nécessaire].

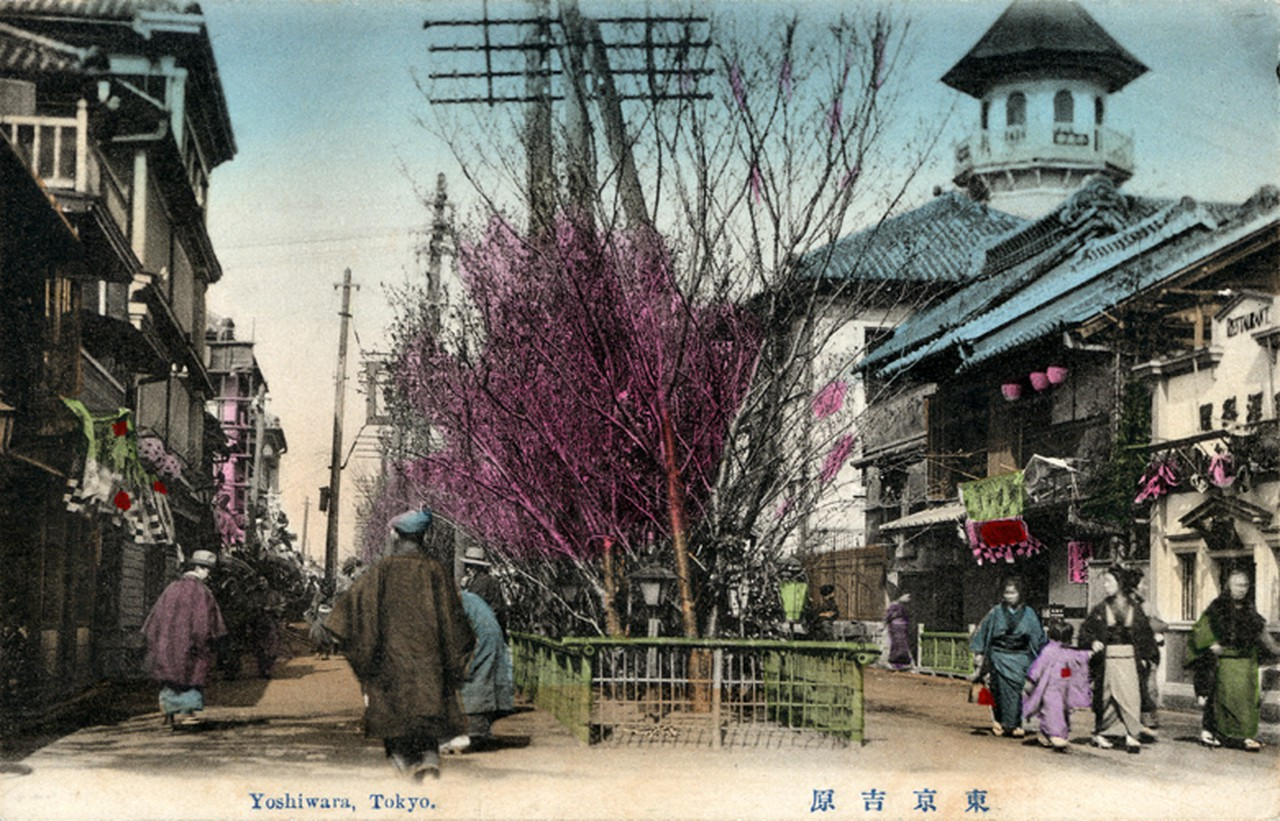
Tokyo Yoshiwara, carte postale.

Le quartier est fermé d'une enceinte, dont les accès sont gardés et contrôlées. Bien que l'on cherchât à décourager les samouraï de pénétrer dans l'enceinte du Yoshiwara, cela ne les empêchait guère de s'y rendre. On leur demandait alors simplement de laisser leurs armes à la porte d'entrée. Les distinctions sociales très marquées dans la société n'y ont pas cours : un client avec de l'argent est le bienvenu, qu'il soit roturier ou samouraï. Toutes sortes de catégories sociales, hommes d'affaires, samouraïs, dandys, écrivains et peintres s'y côtoient. On se croise dans les « maisons vertes », mais aussi dans les maisons de thé, les restaurants, les boutiques de luxe ou les établissements de bains. Les établissements spécialisés sont des girō, des maisons de thé où les clients font leur choix parmi les prostituées, ou des ageya, des lieux réservés aux clients riches qui se distraient en y invitant des prostituées. Les ageya disparaissent au milieu du XVIIIe siècle.
Le théâtre kabuki fut créé à Kyoto par la danseuse Izumo no Okuni (1572?-1613). Il était à ses débuts principalement joué dans les Maisons vertes. Il devient ensuite réservé aux hommes, les hōkan (comédiens). 
Des noms  servaient à désigner les clients selon leur attitude : les « habitués » étaient des tsu, les blancs-becs étaient les shirōto, les rustres étaient les yabō. Ces différents types de clients étaient décrits avec ironie dans les sharebon, romans humoristiques décrivant les clients des quartiers de plaisir, et se moquant de leurs travers. La loi interdisait aux clients de rester sur place plus d'un jour et d'une nuit. 
Les plaisirs offerts par la capitale sont de plus en plus présents dans les guides touristiques. Moronobu édite son Guide de l'amour au Yoshiwara (吉原恋の道引, Yoshiwara koi no michibiki) dès 1678, livre illustré conservé à la Bibliothèque nationale de France dans la collection Théodore Duret. Mais c'est peut-être L'Almanach des maisons vertes, paru en 1804, par Utamaro (pour les illustrations) et Jippensha Ikku pour le texte, qui donne la meilleure vision de la vie réelle des maisons vertes, avec ses règles non écrites et ses petits drames.

### Les courtisanes
Elles sont réparties selon une hiérarchie déterminant les rituels qui permettent de les approcher. Les jeunes filles sont d'abord des kamuro (禿), des suivantes des courtisanes de haut rang, qui deviennent des courtisanes de rang inférieur (新造, shinzō) vers le milieu de l’adolescence. Ces courtisanes n'ont pas le droit à des chambres individuelles : elles se partagent de grands dortoirs, et reçoivent leurs clients à tour de rôle dans une chambre séparée appelée mawashibeya. Elles sont soit des furisode shinzō (振袖新造) lorsqu'elles ont la possibilité de devenir oiran par la suite, soit des tomesode shinzō (留袖新造) lorsqu'elles ne peuvent plus monter en grade. À 25 ans, elles ne prennent plus de clients, et deviennent managers pour les oiran sous l'appellation bantō shinzō (番頭新造).
Les courtisanes de haut rang (oiran) sont d'abord des heyamochi (部屋持). Leurs clients sont des serviteurs du shogunat et de la noblesse, et elles se contentent de modestes chambres individuelles. Puis l'on trouve les zashikimochi (座敷持), dont les clients sont des marchands, et qui disposent de leurs propres salons. Enfin, les chūsan (昼三), dont les clients sont de riches marchands et des fonctionnaires.
Une courtisane de haut rang (oiran) sait jouer de la musique, danser, connaît la poésie classique et est en droit de refuser un client qui lui déplait, quand bien même il serait aristocrate ou guerrier.
Il existait une démarcation très nette entre geisha et courtisanes : une geisha ne s'impliquait jamais sur le plan sexuel avec un client, bien qu'il y ait pu y avoir quelques exceptions. Elles avaient leur propre maison (okiya), telle que la célèbre Daimonji-ya, l'une des plus importantes maisons de geisha de Yoshiwara.
À son apogée, dans la seconde moitié du XVIIIe siècle, Yoshiwara comptera jusqu'à 7 000 courtisanes. Elles demeurent dans des seirō (les célèbres « maisons vertes »).
Les modes changeaient rapidement dans la ville, ce qui créait une forte demande. Traditionnellement, les prostituées s'habillaient d'un simple vêtement bleu, mais ceci était rarement respecté. Les courtisanes de haut rang s'habillaient souvent à la toute dernière mode, avec des kimonos de soie richement colorés et des coiffures élaborées. D'ailleurs, la mode au Yoshiwara tenait une telle place que le quartier dictait souvent les nouvelles tendances au reste du Japon. Chaque année avait lieu un grand défilé des courtisanes, qui portaient alors les toutes dernières tendances en matière vestimentaire et en termes d'ornements de coiffure, qui étaient ensuite reprises par les autres classes sociales.

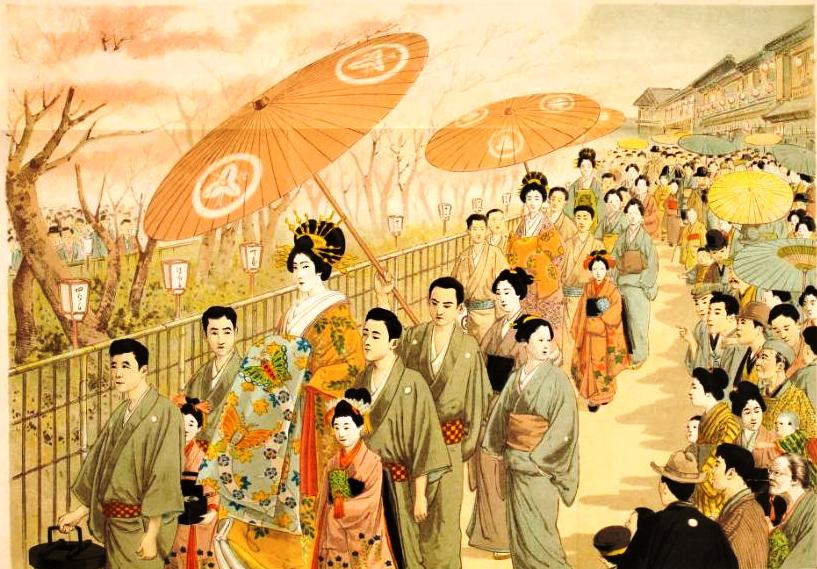
Défilé de courtisanes en 1905.

Le quartier est très actif commercialement et les commerçants deviennent de plus en plus puissants. Ces nouveaux riches veulent consommer et afficher leur aisance de la même manière que les samouraïs, mais les lois les empêchent de le faire de façon ostensible. C'est en définitive à travers la culture que les commerçants vont imprimer leur marque, une culture destinée à plaire aux citadins et qui reflètent leurs préoccupations : le divertissement, les affaires de mœurs, les histoires d'argents, et d'amour. C'est ainsi qu'apparaissent les premières chroniques citadines ou les peintures de divertissements, les ukiyo-e. Il est même possible de commander des portraits de courtisanes renommées et les peintres remettent à l'honneur pour elles des traditions de l'époque Heian, un type de portrait qui était l'apanages des femmes de l'aristocratie.
Yoshiwara hébergeait quelque 1 750 femmes au XVIIe siècle, pour atteindre le chiffre de 9 000 (dont beaucoup souffraient de syphilis) en 1893. Ces femmes étaient souvent issues de familles pauvres, vendues aux bordels par leurs parents alors qu'elles n'avaient qu'entre sept et douze ans.
Dans les maisons les plus importantes, les jeunes filles commençaient comme novice (kamuro), puis passaient apprentie (shinzō), avant d'atteindre le rang d'oiran. Elles recouvraient alors leur liberté à 27 ans, mais il arrivait aussi qu'elles soient accueillies dans de riches familles.

### Devenir du quartier
Le quartier de Yoshiwara fut déplacé après le grand incendie de Meireki en 1657, au nord d'Asakusa, en bordure de la ville. Il devient Shin-Yoshiwara (le nouveau Yoshiwara). L'ancien endroit prend alors le nom de Moto Yoshiwara (Yoshiwara d'origine). Peu à peu, le Shin est oublié, et le nouveau quartier est alors connu simplement comme Yoshiwara. Le quartier a été dévasté à de nombreuses reprises par des incendies, notamment en 1913, puis quasiment rasé par le tremblement de terre de 1923. Il resta cependant en activité jusqu'à l'abolition officielle de la prostitution au Japon par le gouvernement japonais après la Seconde Guerre mondiale, en 1958.
Yoshiwara correspond aujourd'hui au quartier Senzoku 4-chōme de l'arrondissement Taitō (台東区千束４丁目, Taitō-ku Senzoku 4-chōme), situé entre Asakusa et Minami-Senju. Il conserve toujours quelques legs de son passé et comprend en particulier de très nombreux soaplands, établissements consacrés au commerce du sexe. La disposition des rues est toujours en place.

## Représentation du quartier

### Dans la littérature
Le roman de Kesako Matsui Les Mystères de Yoshiwara (吉原手引草, Yoshiwara tebiki gusa), publié au Japon en 2007 et récompensé par le Prix Naoki, constitue une reconstitution historique méticuleuse de ce quartier de plaisir dans l'ancien Japon.

### Le Yoshiwara au cinéma
- Yoshiwara est le lieu où se passe une grande partie du film Cinq Femmes autour d'Utamaro, film japonais de Kenji Mizoguchi sorti en 1946, qui relate la vie du grand peintre d'estampes japonais, Utamaro Kitagawa. On y voit également la grande maison de geisha Daimonji-ya.
- En 1956, Kenji Mizoguchi réalise La Rue de la Honte, dont l'action se déroule principalement à Yoshiwara, au moment des débats autour d'une loi limitant la prostitution.
- À voir également Meurtre à Yoshiwara de Tomu Uchida (1960), où une jeune prostituée s'élève au rang d'Oiran grâce à un riche commerçant défiguré pour lequel elle n'a que mépris.
- En 2008, est sorti Sakuran de Mika Ninagawa, sur l'histoire d'une jeune apprentie qui deviendra oiran — jouée par Anna Tsuchiya — mais dont le seul désir est de s'enfuir de Yoshiwara.
- Yoshiwara est par ailleurs le nom d'un quartier dans le film de Fritz Lang de 1927, Metropolis.
- Yoshiwara est également le titre d'un film français réalisé par Max Ophüls, sorti en 1937 et dont l'action se déroule dans ce quartier chaud de Tokyo vers 1860.
- En 1987 Hideo Gosha dans le film Tokyo Bordello (吉原炎上, Yoshiwara enjō?) décrit le parcours d'une jeune fille, que le père ruiné vend à une maison de plaisirs du quartier de Yoshiwara. Hisano va être formée par trois oiran avant de devenir elle-même une geisha renommée. L'action se déroule au début du XXe siècle[13].